# Шмойлово (Нижньогородська область)
Шмойлово (рос. Шмойлово) — присілок в Кстовському районі Нижньогородської області Російської Федерації.
Населення становить 47 осіб. Входить до складу муніципального утворення Слободська сільрада.

## Історія
Від 2009 року входить до складу муніципального утворення Слободська сільрада.

## Населення
| 2002 | 2010 |
| ---- | ---- |
| 23   | ↗47  |